# 丁佑君烈士陵園及犧牲處
丁佑君烈士陵園及犧牲處位於四川省西昌市河西公社，文物遺址年代判定為1950年。1980年7月7日被列為四川省重新確定公布的第一批省級文物保護單位。